# Lacul de acumulare Saiano-Șușenskoe
Lacul de acumulare Saiano-Șușenskoe  (rusă Саяно-Шушенское водохранилище) este situat deasupra orașului Saianogorsk, pe fluviul Enisei în Hacasia.  El este cel mai mare lac de acumulare din Rusia (621 km² cu 9.075.000 m³).

## Date geografice
Lacul de acumulare este situat în republică Hakasia, regiunea Krasnoiarsk și republica Tuva în partea sudică a Siberiei Centrale. Lacul de acumulare a fost denumit în perioadă sovietică că simbol după munții Saian din apropiere, și după localitatea Susenskoe unde se află în exil Lenin și care se află la 70 de km în linie aeriană de baraj.